# Chrysopilus morimotoi
Chrysopilus morimotoi är en tvåvingeart som beskrevs av Akira Nagatomi 1968. Chrysopilus morimotoi ingår i släktet Chrysopilus och familjen snäppflugor. Inga underarter finns listade i Catalogue of Life.